# 女のしぐれ酒
「女のしぐれ酒」（おんなのしぐれざけ）は、2010年8月25日に発売された花咲ゆき美の6枚目のシングル。

## 収録曲
- 両楽曲共に、作詞：たかたかし、作曲：新井利昌、編曲：前田俊明

1. 女のしぐれ酒（4分34秒）
2. 下北風岬（4分52秒）
3. 女のしぐれ酒【オリジナル・カラオケ】
4. 下北風岬【オリジナル・カラオケ】
5. 女のしぐれ酒【一般用カラオケ（1音下げ）】